# Aethomyias
Genre
Aethomyias est un genre d'oiseaux de la famille des Acanthizidae, originaire de Nouvelle-Guinée.

## Liste des espèces
Selon la classification de référence du Congrès ornithologique international (septembre 2023) :
- Aethomyias nigrorufus (Salvadori, 1895) - Séricorne noir et roux
- Aethomyias spilodera (Gray, GR, 1859) - Séricorne à bec blanc
- Aethomyias rufescens (Salvadori, 1876) - Séricorne chamois
- Aethomyias perspicillatus (Salvadori, 1896) - Séricorne fardé
- Aethomyias papuensis (De Vis, 1894) -  Séricorne papou
- Aethomyias arfakianus (Salvadori, 1876) - Séricorne vert-de-gris

## Classification
Le nom valide complet (avec auteur) de ce taxon est Aethomyias Sharpe, 1879.